# Carpinus coreana
Espèce
Synonymes
- Carpinus turczaninowii
- Carpinus turczaninovii

Classification APG II (2003)
 (février 2010).
Carpinus coreana, ou Charme de Corée, est une espèce d'arbre originaire de Corée.
C'est une plante décidue de la famille des Betulaceae. Ses feuilles sont petites, ovales, doublement dentées et positionnées de façon alternées.
Sa culture demande qu'il soit exposé à l'ombre l'été et à une humidité constante.
Lors de l'arrivée de l'automne, la couleur de son feuillage prend une teinte entre le rouge foncé et le jaune orangé.

## Étymologie
Le nom Carpinus vient du mot latin "Carpinus", qui signifie charme. Le terme “coreana” signifie “de Corée” ou “coréen” en latin. Il est souvent utilisé dans les nomenclatures scientifiques pour indiquer qu’une espèce est originaire de Corée ou qu’elle a un lien avec la Corée.

## Description

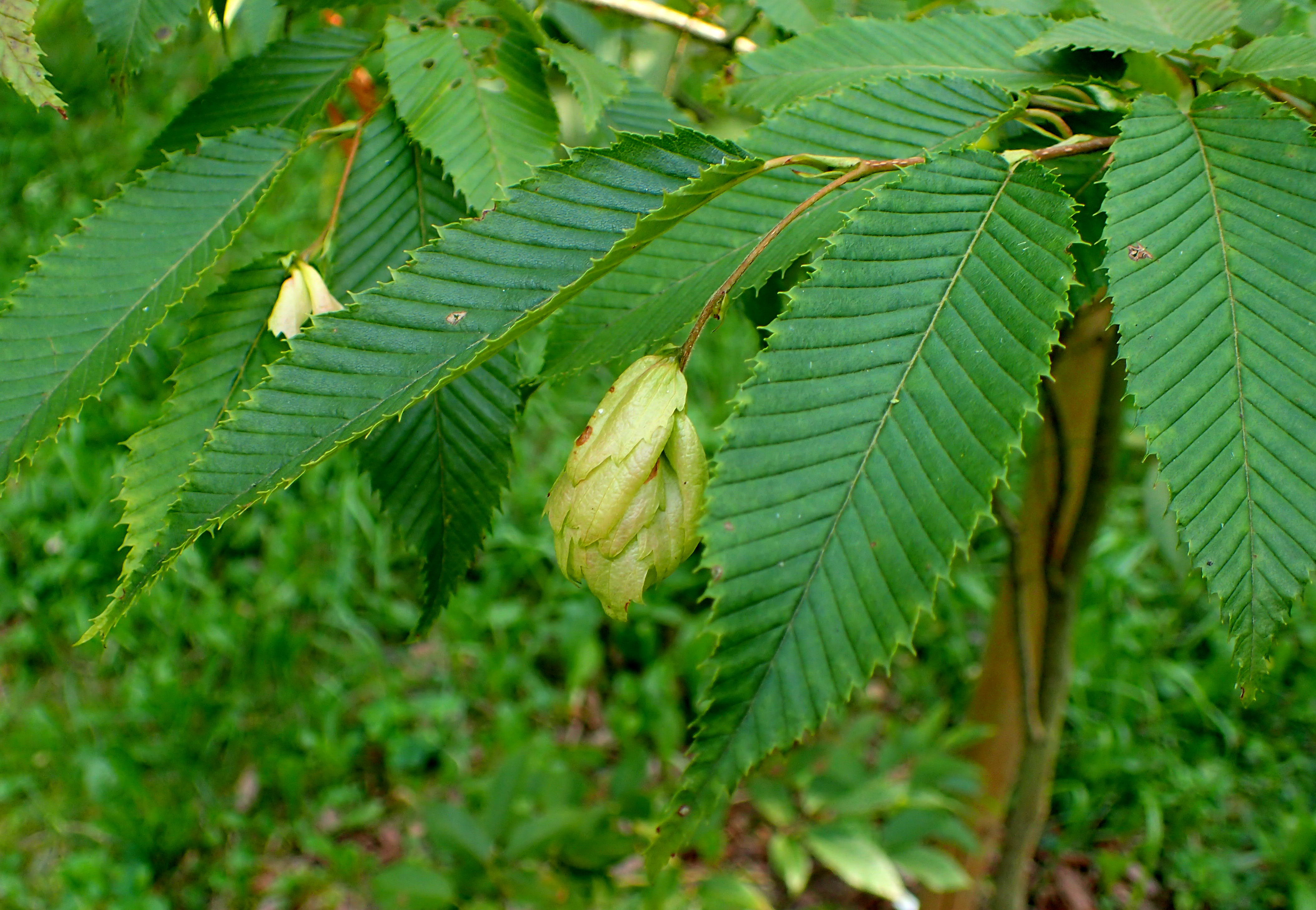
Carpinus coreana.

Le Carpinus coreana peut être cultivé comme un grand arbuste ou un petit arbre. Il peut atteindre une hauteur de 4 à 6 mètres, voire 8 mètres dans de bonnes conditions. Il possède des feuilles profondément nervurées, de couleur verte, foncée sur la partie supérieure et claire sur le revers. Sa couronne peut prendre une forme sphérique très plate ou arrondie, avec des branches qui retombent. 
Le Charme de Corée peut facilement s'adapter à diverses conditions climatiques, pouvant résister à des températures allant de -14,9 à -12,3 °C. La majorité des types de sol lui sont convenables, bien qu'il préfère les sols limoneux. Il doit être exposé à l’ombre pendant l’été pour une croissance optimale et nécessite une humidité constante,.